# Ángel Figueroa
Ángel Luis Figueroa Otero  (ur. 29 sierpnia 1929 w Santurce, zm. 20 maja 1953 w powiecie Yanggu) – portorykański pięściarz. Reprezentant kraju podczas igrzysk olimpijskich w 1952 w Helsinkach.
Na igrzyskach w Helsinkach wystąpił w turnieju wagi koguciej. Najpierw wygrał z Tiếnem Vìnhem z Wietnamu Południowego a następnie przegrał z Františkiem Majdlochem z Czechosłowacji. Brał udział jako żołnierz amerykański w wojnie koreańskiej, poległ podczas działań zbrojnych w 1953.